# Dinmuchamed Konajev
Dinmuchamed Achmetuly Konajev (kazašsky: Дінмұхаммед Ахметұлы Қонаев), v minulosti v Československu uváděn podle ruského přepisu svého jména jako Dinmuchamed Achmedovič Kunajev (rusky: Динмухаммед Ахмедович Кунаев) (12. ledna 1912 Almaty – 22. srpna 1993 Almaty) byl kazašský komunistický politik. Dlouhá léta byl vládcem komunistického Kazachstánu, jeho politický konec překvapivě vedl k dramatickým, nacionálně podbarveným lidovým nepokojům zvaným Želtoksan.

## Život
V letech 1942-1952 byl náměstkem předsedy rady ministrů Kazašské sovětské socialistické republiky (KSSR). V letech 1952-1955 zastával funkci prezidenta Akademie věd Kazachstánu. V letech 1955–1960 a 1962-64 byl předsedou rady ministrů (premiérem) KSSR. V roce 1960 stanul na vrcholu mocenské hierarchie a stal se prvním tajemníkem ústředního výboru Komunistické strany Kazachstánu, tedy nejvyšším vládcem socialistického Kazachstánu. V této pozici ovlivnil osud své země především podporou Chruščovova programu rozoraní celin. Miliony hektarů stepi ve středním Kazachstánu tak bylo obdělány, což mj. způsobilo velký příliv ruských přistěhovalců do Kazachstánu. Přesto si Chruščovovu přízeň neudržel, v roce 1962 byl z funkce odvolán, když nesouhlasil s plány Chruščova začlenit některé kraje v jižním Kazachstánu do Uzbekistánu. Byl vystřídán Ismailem Jusupovem, zastáncem Chruščovova plánu. V roce 1964 však padl i Chruščov a Konajev, velmi dobře si rozumějící s novým generálním tajemníkem komunistické strany Brežněvem, se vrátil do funkce, kterou držel další dvě dekády (1964–1986).
Dramatický byl však především konec Konajevovy kariéry. V roce 1984 jmenoval Konajev Nursultana Nazarbajeva předsedou Rady ministrů. Na šestnáctém zasedání ÚV Komunistické strany Kazachstánu v lednu 1986 však Nazarbajev kritizoval předsedu Akademie věd Askara Konajeva, Dinmuchamedova bratra. Tajemník Konajev to vnímal jako zradu. Odjel do Moskvy a požadoval propuštění Nazarbajeva. Jenže u nejvyššího vůdce Michaila Gorbačova neuspěl, navíc Konajevův bratr byl Nazarbajevem odvolán z funkce předsedy Akademie věd. Konflikt vyvrcholil tím, že Konajev byl pod Gorbačovovým tlakem odvolán z funkce, navíc s otevřeným obviněním z korupce. Aby se situace mezi kazašskými komunisty uklidnila, nenechal Gorbačov do čela místní strany zvolit Nazarbajeva, jak bylo očekáváno, ale dosadil tam Rusa Gennadije Kolbina. V ten moment však zcela neočekávaně zareagovala kazašská veřejnost. Do ulic vyšly protestovat tisíce Kazachů. Tato první politická demonstrace v dějinách socialistického Kazachstánu vešla do dějin jako Želtoksan (Prosinec). Rozhořčení vzbudilo, že Kazach měl být v čele země nahrazen Rusem, který navíc v Kazachstánu nikdy nežil. Ukázalo to, jak v Sovětském svazu roste nacionální napětí, podobné jevy se brzy opakovaly i v jiných neruských republikách Sovětského svazu. Vládní jednotky Želtoksan tvrdě potlačily, několik lidí bylo zabito a mnoho demonstrantů uvězněno.
Konajev byl v lednu 1987 odvolán i z politbyra ústředního výboru KSSS a v červnu 1987 z ústředního výboru KSSS. Dožil v ústraní v rodném Almaty (tehdy nazývaném Alma-ata).